# Dictyopanus
Dictyopanus is een monotypisch geslacht van schimmels behorend tot de familie Mycenaceae. Het bevat alleen Dictyopanus foliicola.